# C24H29N3O2
化学式C24H29N3O2（摩尔质量：391.515 g/mol）可以指：
- 1cP-LSD，CAS号：2767597-50-0
- 1cP-MIPLA，CAS号：3028950-74-2
- SGT-90，CAS号：？

|  | 这个同类索引页列出了具有相同分子式的化学物（即同分異構體）条目。 除非您是有意链接至本页，否则应将相应条目的内部链接指向正确的条目。 |